# Eduard Weitsch
Eduard Weitsch (né le 25 mai 1883 à Dresde, mort le 29 juillet 1955 à Deisenhofen) est un pédagogue allemand.

## Biographie
Après sa carrière d'enseignant et de nouvelles études, il devient en 1913 directeur de l'école de commerce de Meiningen. En 1920, il fonde l'école populaire de Dreißigacker qui devient un modèle.
Les missions centrales de cette école sont une "éducation laïque générale", une "formation du citoyen conscient" et une "éducation des parents". Avec Franz Georg Angermann, il développe des groupes de travail.
À partir de 1926, il est directeur avec Franz Georg Angermann et Robert von Erdberg de la revue Freie Volksbildung. En 1930, Weitsch devient une cible des nazis.
En 1933, l'école de Dreißigacker est fermée.